# マイクスタンド

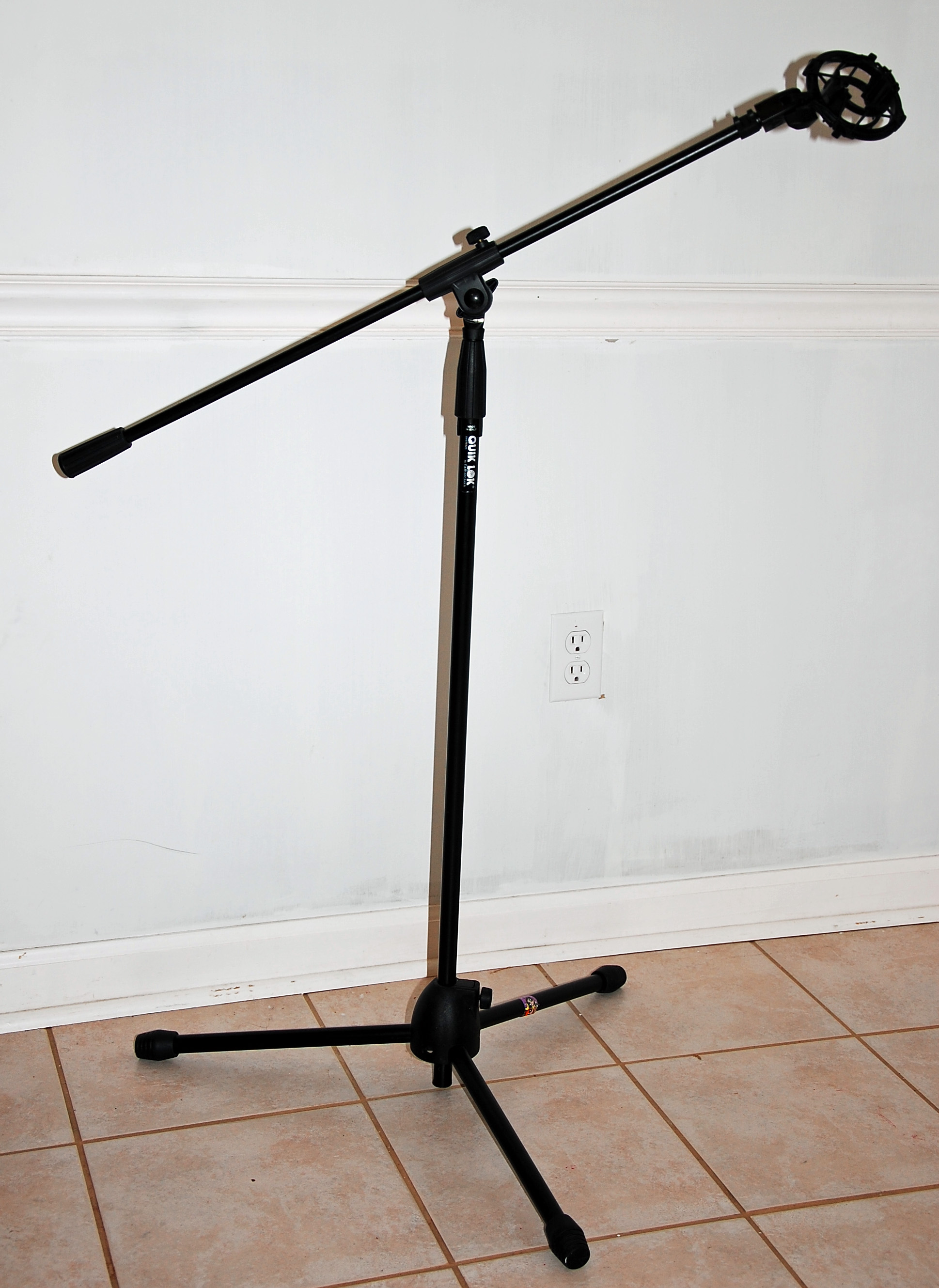
図1

マイクスタンドとは、マイクロフォンを立てかけるための器具。

## 概要
学校や大規模な会場で、集会や講演会、ライブを行ったりなどに使われることがある。利点としては、長時間マイクロホンを手で持つ必要がなく、手を体の前に置いて話すことができる。また、ライブではギターを用いての歌唱においてマイクスタンドは欠かせない。

## マイクスタンドの種類
- 1本型で真っ直ぐ上下になっているタイプ。
- 2本型で上部が角度調整ができるものがある(図1)。ギターを弾きながらの歌唱やピアノ弾き語りによる歌唱などで使われることがある。
- 1本型ではあるが、曲げることで角度を調整することができるタイプ。
- 机に置くタイプ。主に学校などの式などで机に置いて使われることが多い。
- 全体的に見て数少ないが、1本型で斜めになっているものもある。例としてはMr.ChildrenおよびBank Bandの桜井和寿(櫻井和寿)が使用している。

型番はk&M26070と思われすでに廃盤になっている。
。